# Один син (Цілком таємно)

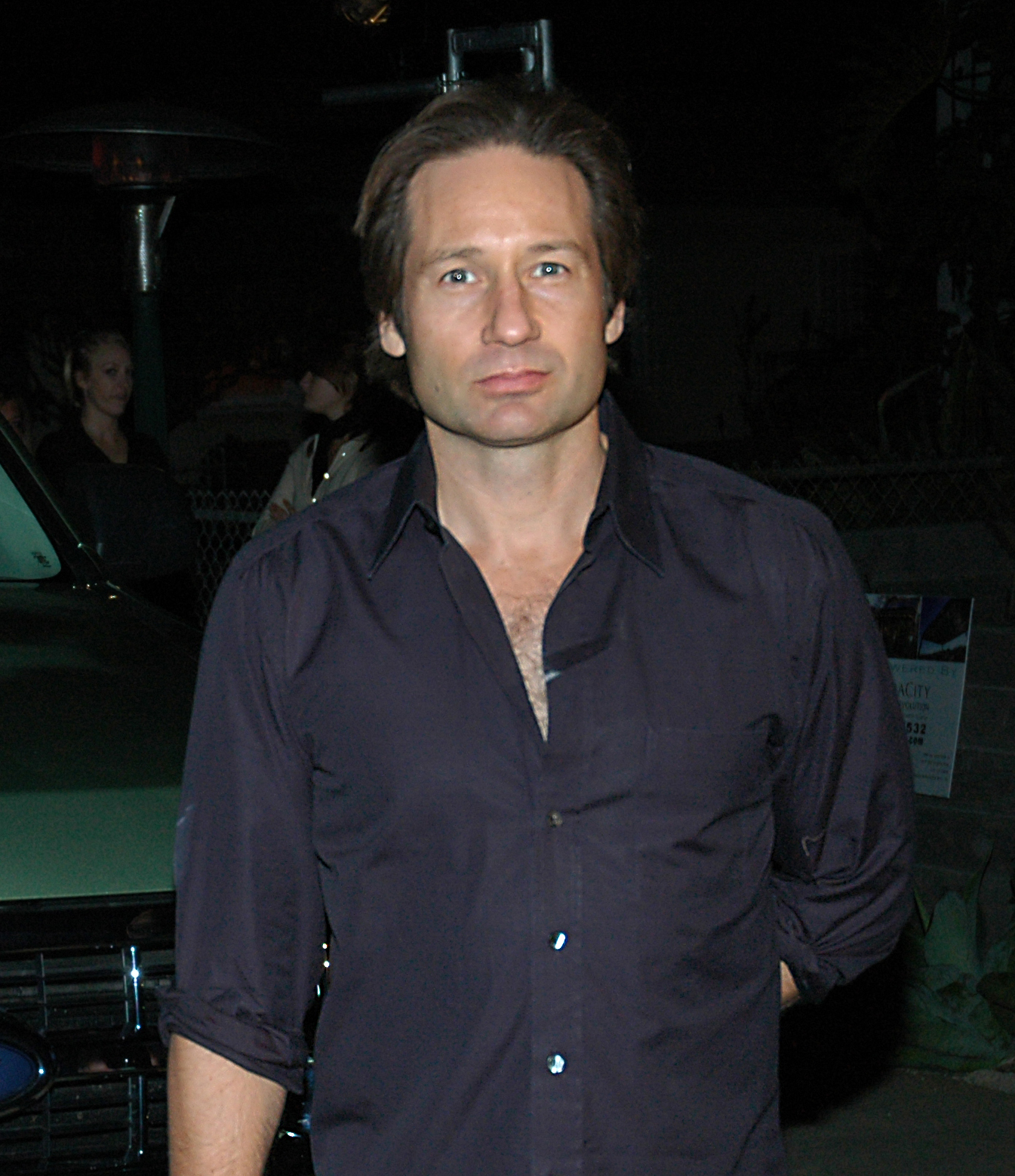

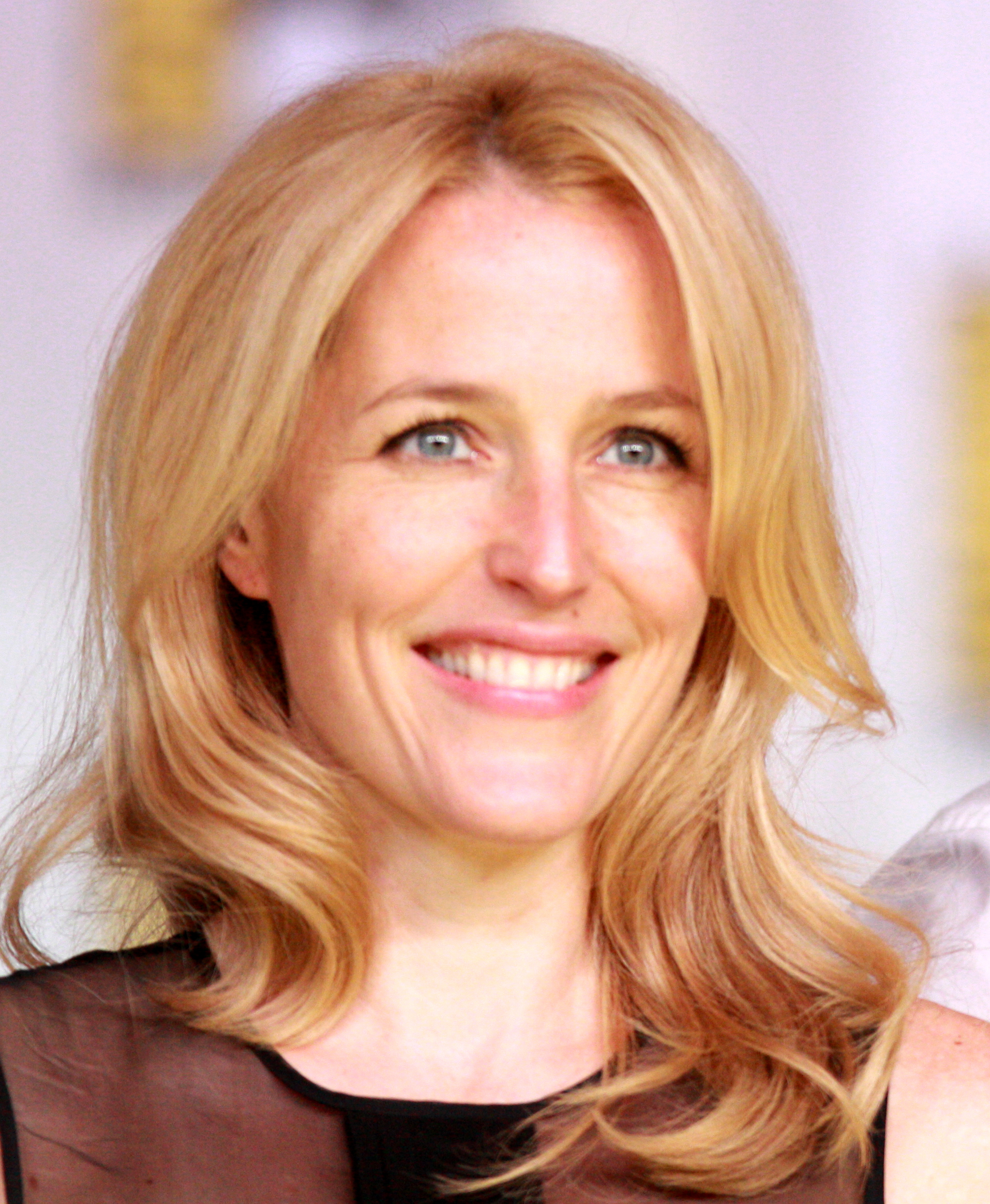

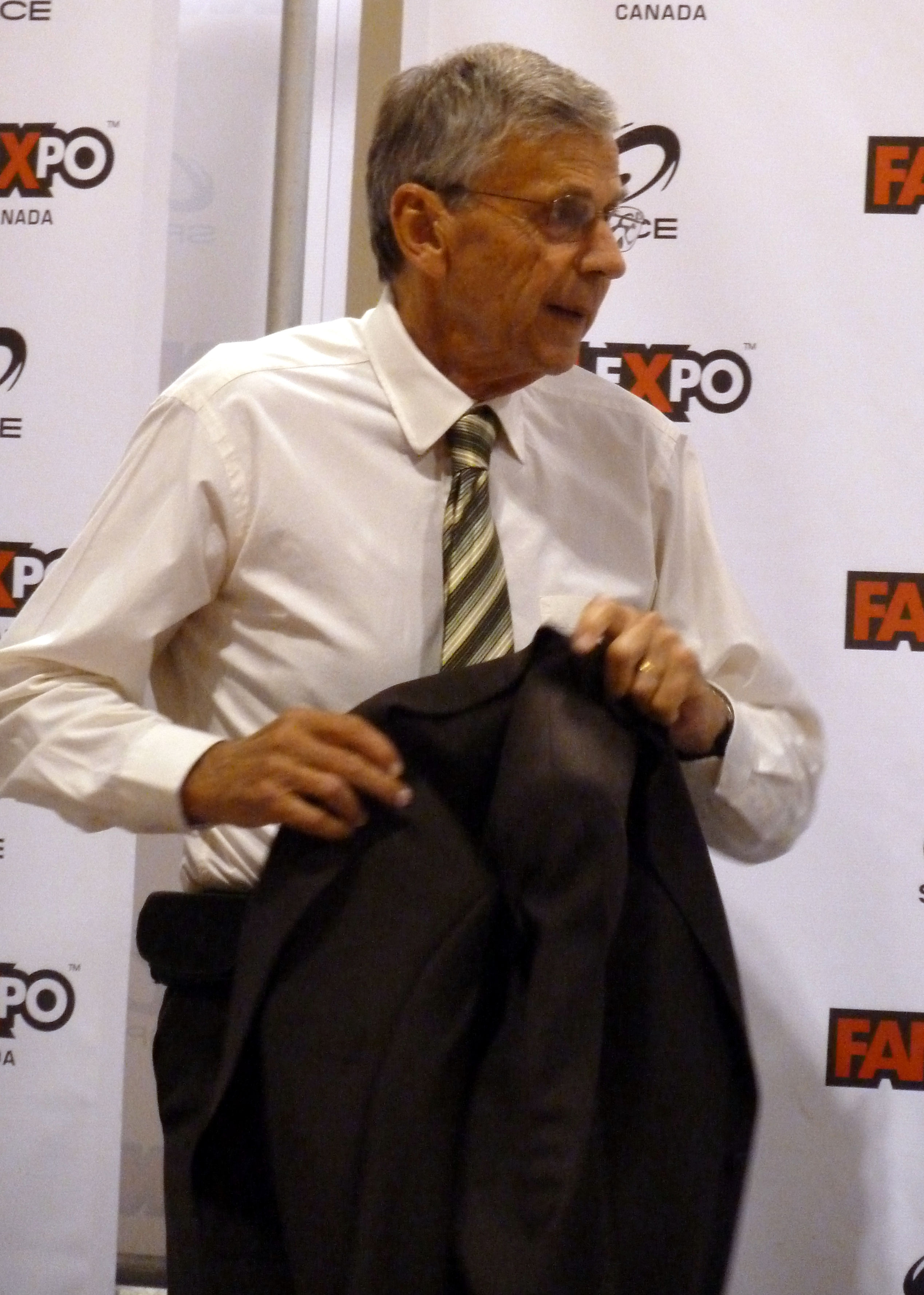

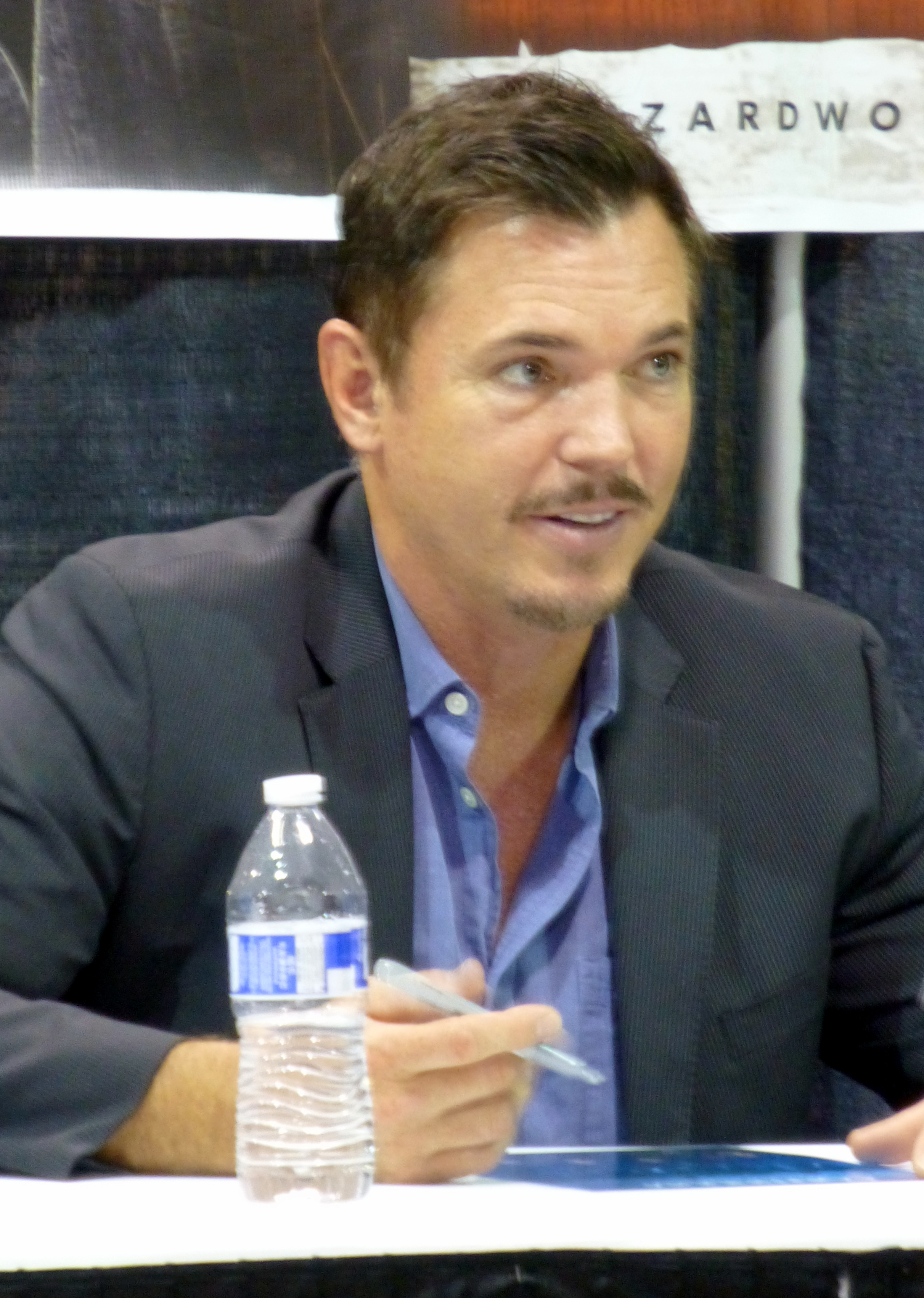

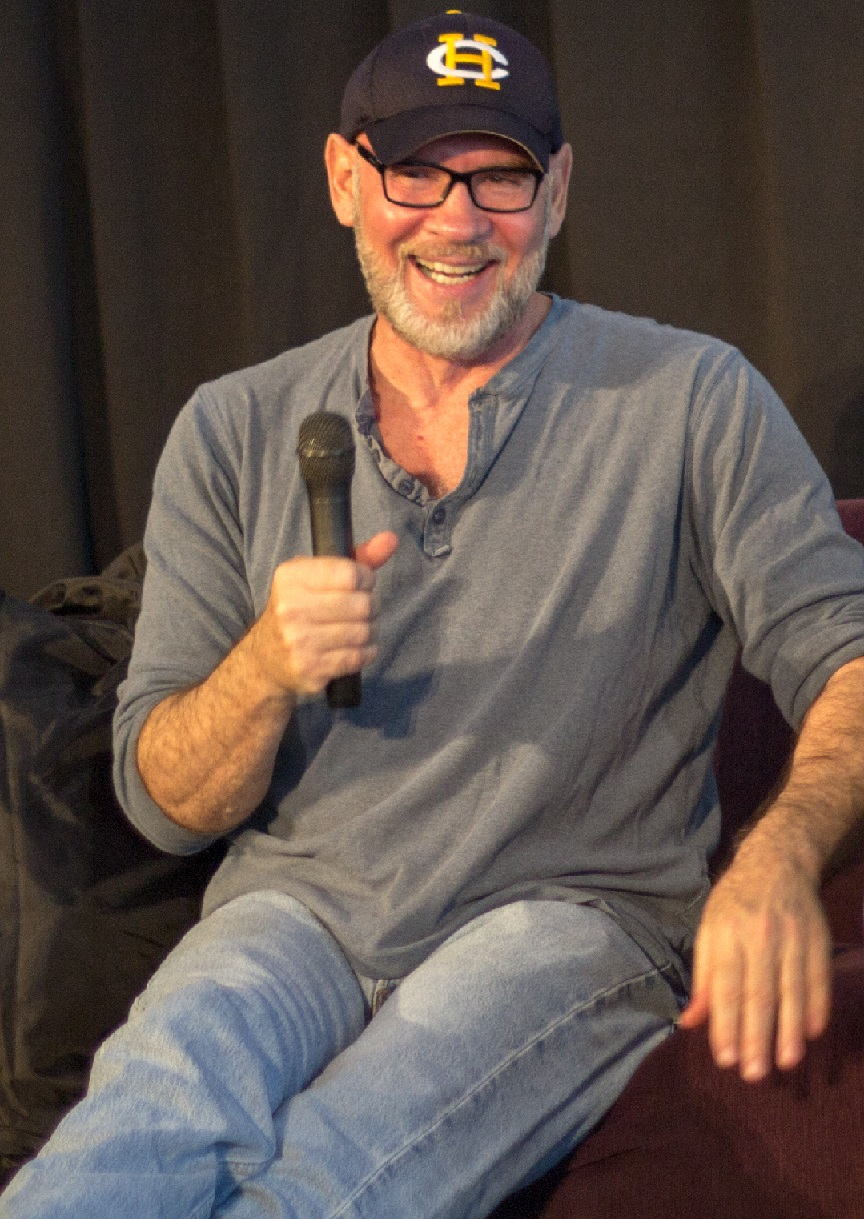

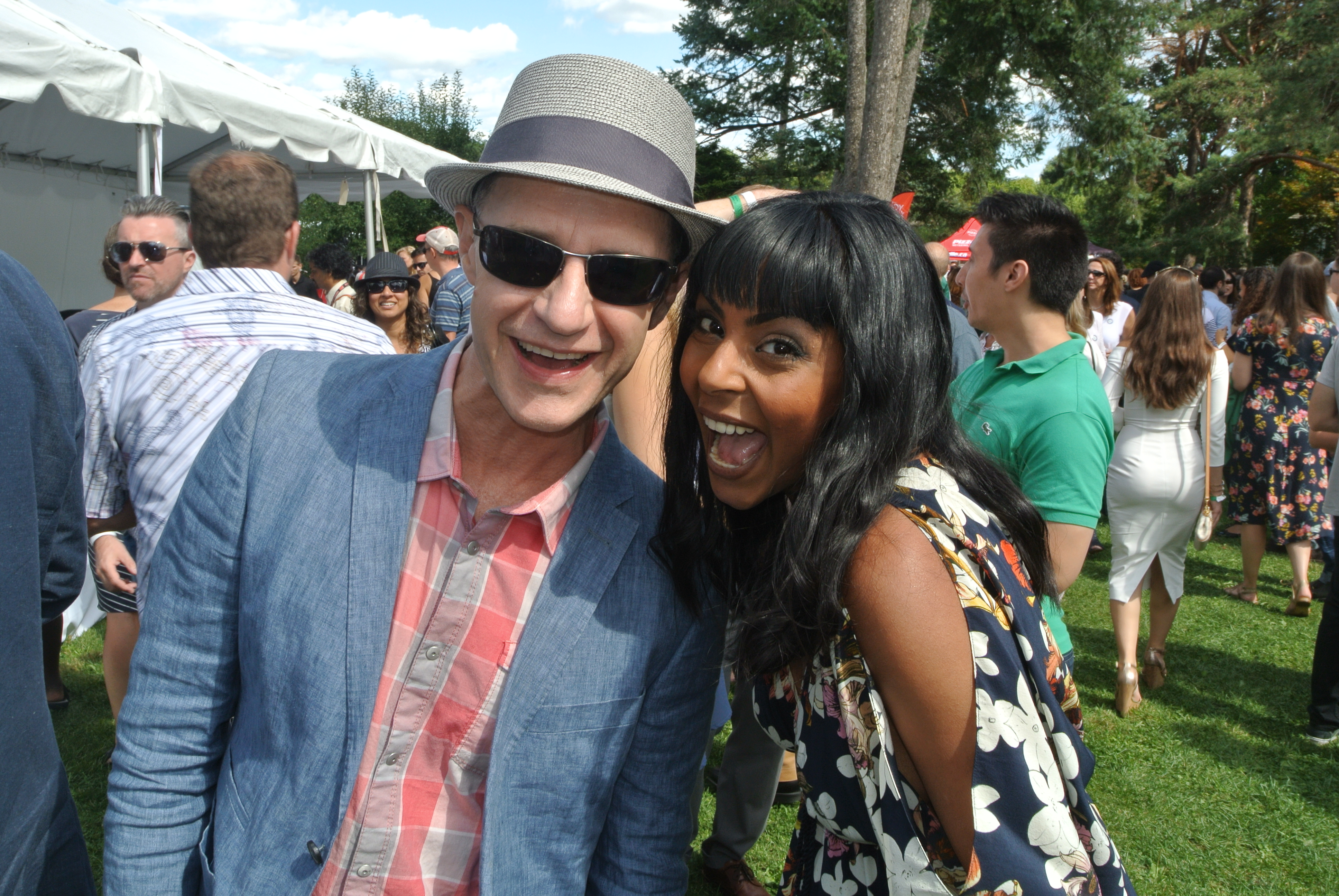

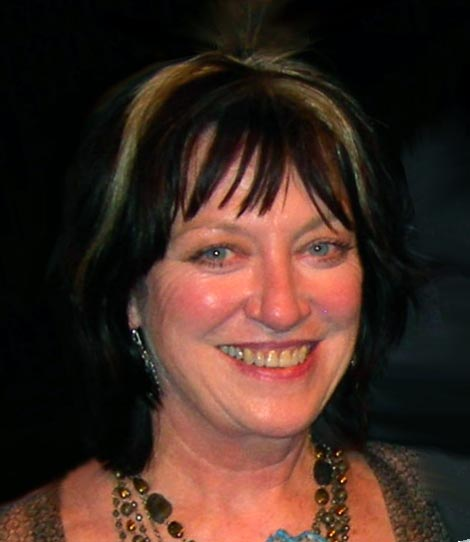

Один син (One Son) — 12-й епізод шостого сезону серіалу «Цілком таємно». Епізод належить до «міфології серіалу» та надає змогу краще з нею ознайомитися. Прем'єра в мережі «Фокс» відбулася 14 лютого 1999 року.
У США серія отримала рейтинг домогосподарств Нільсена рівний 10.1, який означає, що в день виходу її подивилися 16.57 мільйона чоловік.
Неочікуваний поворот подій призведе до руйнування Синдикату — з несподіваним поверненням Кассандри Спендер і повсталими прибульцями. Члени Синдикату готуються до фінального вторгнення.

## Зміст
Істина десь поруч
Курець продовжує свій монолог.
Кассандра вимагає Малдера щоб він її застрелив, але, перш ніж він може щось зробити, групу оточують і опечатують люди з Центру контролю за захворюваністю. Вони підпорядковуються Діані Фоулі. Малдер, Кассандра та Скаллі потрапляють до центру контролю за хворобами у форті Марлін, де Фоулі повідомляє агентам, що Кассандра є носієм інфекції невідомого походження — Діану викликав агент Спендер. Тим часом Алекс Крайчек повідомляє про втечу Кассандри Синдикату, зазначаючи, що інопланетні повстанці хочуть, щоби Кассандра залишилася в живих. Однак Синдикат вирішує передати Кассандру колоністам і врятувати себе, почавши колонізацію.
У форті Марлін Малдер натрапляє на хворобливу Маріту Коваррубіас, яка розповідає йому, що Синдикат на ній проводив експерименти зі створення вакцини проти чорної оливи. І що колоністи почнуть колонізацію, якщо дізнаються про існування Кассандри — чужорідно-людського гібриду. Спендер відвідує Кассандру і відмовляється допомогти їх померти. Малдер і Скаллі прослизають до Самотніх стрільців. Скаллі за допомогою Самотніх стрільців дістається особистої історії Фоулі та повідомляє Малдеру, що Діана майже щотижня збирає дані про викрадених інопланетян — МУФОН — в Тунісі, хоча в її записах ФБР немає й сліду. Хоча Малдер все ще довіряє Фоулі, він їде до неї в квартиру, щоб знайти можливість протистояти їй.
Всередині квартири пошук Малдера підказок переривається приїздом Курця. Курець який каже Малдеру, що його зрадив Джеффрі Спендер, який насправді є його сином. Курець говорить Малдеру, що багато років тому Синдикат погодився більшістю голосів — при запереченнях Білла Малдера — приєднатися до колоністів. Синдикат був змушений відмовитись від членів сім'ї — колоністам як заставу, щоб чужий плід міг бути відданий Синдикату для того, щоб він отримав доступ до чужорідної ДНК — аби зробити можливим гібрид людини і колонізаторів. Оскільки Білл Малдер довго погоджувався, Саманту Малдер було прийнято лише після інших. Використовуючи чужорідний плід, Синдикат працював над створенням чужорідно-людських гібридів, здатних пережити колонізацію. Потім Курець говорить Малдеру, що колонізація розпочнеться після передачі Кассандри і що Фокс зможе знову побачити свою сестру, та надає йому папірець з даними ангара, де члени Синдикату зустрінуться з колоністами.
Спендер відправляється в штаб-квартиру Синдикату, щоб знайти Крайчека, який повідомляє йому, що члени групи — за винятком Курця, який пішов за Кассандрою — готуються віддати Кассандру прибульцям. Купець при зустрічі з Кассандрою в лікарняній палаті теж відмовляється убити її. Фоулі повертається до своєї квартири, де вона знаходить Малдера та повідомляє — бачив у неї Курця і багато чого зрозумів. В форті Марлін Спендер не знаходить матері. Його перестріває Коваррубіас з проханням про допомогу й повідомляє — знає куди везуть його матір. Одного з медиків в кріолабораторії душить безликий повстанець а потім приймає його личину. Фоулі прямує до ангара на базі ВПС «Ель-Ріко», тоді як Скаллі взяла Малдера, і вони намагаються, але не змогли зупинити вагон поїзда, який перевозив Кассандру до Ель-Ріко. Скіннер приїздить і забирає Дейну й Фокса.
Хірурга Синдикату, який намагається викрасти чужий плід, вбиває інопланетний повстанець, який приймає його подобу. Крайчек виявляє мертвого хірурга та зникнення плоду, і каже Спендеру, що повстанці зараз досягнуть успіху у своїх цілях, щоб зупинити колонізацію. Синдикат та їх сім'ї збираються на авіабазі Ель-Ріко. Незабаром після приїзду Фоулі навколо одного кінця ангара з'являється біле світло. Виявляється, що повстанці оточують і спалюють весь Синдикат, за винятком Курця та Фоулі, які рятуються на машині.
Наступного дня Малдер, Скаллі, Скіннер та Спендер звітують перед помічником директора Елвіном Кершем про смерть Синдикату та Кассандри. Спендер розповідає Кершу, що Малдер і Скаллі могли запобігти їх загибелі, і рекомендує їх перенаправити в «Цілком таємно», перш ніж різко вийти з кімнати. Направляючись до офісу у підвалі, Спендер знаходить Курця, який спочатку зневажає Спендера за те, що він не схожий на Малдера, а потім стріляє йому в голову.
Може статися й гірше. І станеться.

## Зйомки
«Один син» завершив не лише історію, розпочату в попередньому епізоді «Два батька», але й велику частину міфології серіалу, значна частина якої була зосереджена навколо Синдикату. Продюсери вважали, що це потрібно, оскільки сюжетна лінія Синдикату перетворювалася на «основну лінію тягу» серіалу, і що багато питань з останніх п'яти сезонів все ще не отримали відповіді. Ще одним поштовхом до закінчення цієї лінії стала віра творця серіалу та співавтора епізоду Кріса Картера, що серіал закінчиться до весни 2000 року. Таким чином «Один син» був написаний для вирішення багатьох сюжетних ліній серіалу в рамках підготовки до майбутньої фінальної серії. Співробітники сценарного відділу також шукали способи створити нові сюжетні лінії для серіалу, такі як напрямок «Суперсолдати», який створювався для восьмого та дев'ятого сезонів.
Картер також прагнув виправити дрібні проблеми, які виникли у шанувальників із повнометражним фільмом 1998 року «Цілком таємно», пояснюючи: «Я думаю, якщо з фільмом виникли якісь проблеми, ми обіцяли так багато, що не виконали всіх. Я думаю, ми хотіли зробити багато і одразу, у цих двох епізодах». Френк Спотніц погодився, сказавши, що, коли фільм «Цілком таємно» розкручувався з гаслом «Істина розкрита», він зрозумів, що багато шанувальників будуть незадоволені викриттями. Спотніц боровся під час написання «Одного сина», оскільки вважав, що епізоди, які дають відповіді, здаються менш цікавими для глядачів, ніж ті, що надають нові запитання. Однак Спотніц визнав, що цей епізод був необхідний для пояснення міфології серіалу; він назвав серію «найбільшою главою, яку ми встигли дослідити за дев'ять років, коли були в ефірі».
Сценаристи серіалу часто боролися з написанням епізодів «mytharc», оскільки існувала потреба вкласти до них якомога більше матеріалів, враховуючи відносну малозначимість у порівнянні з епізодами «Монстр тижня». Спочатку велика частина епізоду повинна була розкрити історію Синдикату за допомогою ретроспективних показів. У цих сценах були б молодші версії Білла Малдера (зіграв Пітер Донат), Курця, Оупеншоу, Старійшин та багатьох інших. Однак ця ідея не була розвинута, і Картер та Спотніц переробили епізод навколо оповідання, «надаючи слово» Курцю, сцени якого змонтовувались під надзвичайним тиском майже в кінці виробництва. Хоча в назві попереднього епізоду «Два батька» говорилося як про Білла Малдера, так і про Курця, цей епізод був названий «Один син», щоб відобразити той факт, що Малдер був єдиним «вибраним» сином після передбачуваної смерті Джеффрі Спендера і відмова Алексу Крайчеку.

## Показ і відгуки
«Один син» вперше показаний в ефірі США у мережі «Fox» 14 лютого 1999 року; у Великій Британії на “Sky 1” 23 травня 1999 року. У США епізод продивилися 16,57 млн глядачів. Він отримав рейтинг Нільсена 10,1 з  часткою 16. Це означає, що приблизно 10,1 відсотка всіх домогосподарств, обладнаних телевізором, і 16 відсотків домогосподарств, які дивляться телевізор, дивилися епізод. У Великій Британії «Одного сина» побачили 860 000 глядачів, що зробило його четвертим найбільш переглядуваним епізодом того тижня.
Картрайт була номінована на «Еммі» в номінації «Видатна запрошена актриса в драматичному серіалі» за роль і в цьому епізоді, і в «Двох батьках». «Один син» також був номінований на «Видатне мистецьке спрямування — серія», а «Один син» і «Два батьки» — на «Видатний грим — серіал». В цій номінації серіал виграв «Еммі»>. Згодом епізод був включений у «Міфологію Цілком таємно», том 3 — Колонізація, колекція DVD, де представлені епізоди, пов'язані з планами чужих колоністів захопити Землю.
Із закінченням «Одного сина» багато критиків позитивно зауважували, як серіал зміг розвернути лінію Синдикату.  Оглядачі Ноель Холстон та Джастін із «Зоряної трибуни» оцінили епізод 4 зірками з п'яти, зазначивши, що він відповів навіть на більше запитань, ніж «Два батька». Вони також зауважували щодо сімейних зв'язків, які тримали епізод укупі.  Однак деякі критики вважали, що відповіді трохи поспішали. 
Роберт Шірман і Ларс Пірсон у своїй книзі «Хочемо вірити: критичний посібник з Цілком таємно, Мілленіуму та Самотніх стрільців» оцінили епізод 3.5 зірками з п'яти. Вони отримали задоволення від виступу Девіса, зазначивши, що він надав ролі «справжню силу», і що він був «емоційним центром епізоду».  Шірман і Пірсон критично ставилися до великої уваги, яку приділяли Фоулі. Однак вони відчували, що епізод «тягнеться як до значущості, так і до закриття, і в основному працює».  Автори огляду писали, що «Один син», разом з «Двома батьками», піднятий над «міфологією серіалу» через «використання сім'ї. Вона багато в чому аплодувала дослідженню в епізоді різних персонажів та його центральному мотиву, зазначивши, що „змова [Синдикат] зараз уже не є загрозою. Це повстанці та колоністи, що бояться і невідомі. Так само, як сім'я“. Том Кессеніч у книзі „Експертиза: Несанкціонований погляд на сезони 6–9 Цілком таємно“ позитивно написав про цей епізод, зазначивши, що „Два батька“ / „Один син“ були надзвичайно потужним матеріалом. Красиво знятий і наповнений більше твердженнями, ніж одкровеннями, але захоплення дивитися на героїв драми». 
Зак Гендлен з “AV Club” присвоїв епізоду рейтинг «В».  Він вважав, що епізод надзвичайно добре працював на візуальному та характерному рівнях. Гендлен відчував це, оскільки серіал «часто був найстрашнішим, коли на це натякає, а не просто заявляє», що його «міфологія справді працює лише як щось, що просто не є в полі зору». Томувін вважав, що в цьому епізоді змішуються «переконливе з абсурдом» і «змішані результати». Гендлен дійшов висновку, що епізод «має свій момент», але врешті-решт болючим є той факт, що він відмовляється «робити якісь серйозні висновки», а також «властиві обмеження форми [епізоду]».  Не всі відгуки були сяючими. Пола Вітаріс з “Cinefantastique” надала епізоду негативний відгук і присудила йому 1.5 зірки з чотирьох. Вітаріс розкритикувала сцену загибелі Синдикату, зазначивши, що вона «незграбно надумана, дозволивши [Курцю] і Фоулі врятуватися, але не тому, що це має сенс, а тому, що серіал в якийсь момент має повернутися» . 

## Знімалися
| Актор             | Роль                 |
| ----------------- | -------------------- |
| Девід Духовни     | Фокс Малдер          |
| Джилліан Андерсон | Дейна Скаллі         |
| Вільям Девіс      | Курець               |
| Ніколас Ліа       | Алекс Крайчек        |
| Мітч Піледжі      | Волтер Скіннер       |
| Мімі Роджерс      | Діана Фоулі          |
| Кріс Оуенс        | Джеффрі Спендер      |
| Вероніка Картрайт | Кассандра Спендер    |
| Дон С. Вільямс    | Перший Старійшина    |
| Ел Русціо         | Четвертий Старійшина |
| Джеймс Пікенс     | Елвін Керш           |
| Пітер Донат       | Вільям Малдер        |
| Дін Гаглунд       | Річард Ленглі        |
| Брюс Гарвуд       | Фітцджеральд Байєрс  |
| Том Брейдвуд      | Мелвін Фрогікі       |
| Лорі Голден       | Маріта Коваррубіас   |
| Френк Ертль       | П'ятий Старійшина    |